# Мурадханлы (Губадлинский район)
Мурадханлы (азерб. Muradxanlı) — село в Губадлинском районе Азербайджана.

## История
В советские годы село входило в состав Губадлинского района Азербайджанской ССР.
Согласно данным Министерства национальной безопасности Азербайджанской Республики 1 ноября 1992 года на село Мурадханлы было совершено вооружённое нападение, в результате которого было убито 5, ранено 8 человек. А в результате вооружённого нападения 15 апреля 1993 года было убито 2 человека. Эти события были охарактеризованы Министерством национальной безопасности Азербайджанской Республики как теракты.
В результате Первой карабахской войны в августе 1993 года перешло под контроль непризнанной Нагорно-Карабахской Республики и согласно её административно-территориальному делению располагалось в Кашатагском районе и именовалось Акари (арм. Հակարի). Согласно резолюциям СБ ООН считалось оккупированным армянскими силами.
2 ноября 2020 года президент Азербайджана Ильхам Алиев объявил, что «азербайджанская армия освободила» село Мурадханлы Губадлинского района. 13 ноября Министерство обороны Азербайджана опубликовало кадры, на которых, как утверждает, запечатлено село Мурадханлы под контролем Азербайджана.

## Население
По состоянию на 1 января 1933 года в Мурадханлы Зангеланского района Азербайджанской ССР проживало 109 человек (25 хозяйств) — 52 мужчины и 57 женщин. Весь сельсовет (сёла Хакерли, Кышлаг, Хандек), центром которого являлось село Мурадханлы, на 92,1 % состоял из тюрков (азербайджанцев).

### Известные уроженцы/жители
Уроженцем села является Атакишиев, Аслан Габиль оглы — Национальный герой Азербайджана.

## География
Расположено село на левом берегу реки Акера (левый приток Аракса) на высоте около 754 м.